# Віденська вулиця (Київ)
Ві́денська ву́лиця — вулиця у Святошинському районі міста Києва, селище Біличі. Пролягає від вулиці Миколи Ушакова до вулиці Христини Сушко.

## Історія
Вулиця виникла у першій половині XX століття, мала назву вулиця Ворошилова, на честь радянського військового і державного діяча К. Є. Ворошилова. 1966 року отримала назву вулиця Валі Котика, на честь радянського партизана-юнака Героя Радянського Союзу Валі Котика.
Сучасна назва на честь австрійського міста Відня — з 2022 року.